# Prix Arnold-Newman pour les nouvelles orientations du portrait photographique
Le prix Arnold-Newman pour les nouvelles orientations du portrait photographique (en anglais, Arnold Newman Prize For New Directions in Photographic Portraiture) est un prix décerné chaque année depuis 2010 à un photographe dont le travail démontre une nouvelle vision du portrait photographique. 
Le lauréat reçoit une bourse de 20 000 US$ et voit ses œuvres (ainsi que celles des trois finalistes) exposées au Griffin Museum of Photography. Le prix est financé par la Fondation Arnold et Augusta Newman et est administré par le Maine Media Workshops + College. 

## Historique
Créé en 2009 par la Fondation Arnold-et-Augusta-Newman, en hommage au célèbre portraitiste américain Arnold Newman (1918-2006), le prix est géré depuis 2016 par le Maine Media College, situé à Rockport, dans le Maine. À partir du prix 2017, trois finalistes sont sélectionnés par le jury en plus du lauréat. En 2018, Maine Media s'est associé au Griffin Museum of Photography pour accueillir chaque année une exposition annuelle des travaux du lauréat et des finalistes.

## Liste des lauréats
- 2010 : Emily Schiffer
- 2011 : Jason Larkin
- 2012 : Steven Laxton
- 2013 : Wayne Lawrence
- 2014 : Ilona Szwarc
- 2015 : Nancy Borowick
- 2016 : Sian Davey
- 2017 : Daniella Zalcman • Finalistes: Sophie Barbasch, Daniel Coburn, Jessica Eve Rattner
- 2018 : Viktoria Sorochinski • Finalistes: Juul Kraijer, Francesco Pergolesi , Donna Pinckley
- 2019 : Louie Palu • Finalistes: Jess T. Dugan, Cheryle St. Onge, Bryan Thomas
- 2020 : Jon Henry • Finalistes : Michael Darough, Priya Kambli, Rubén Salgado
- 2021 : Rashod Taylor • Finalistes : Golden, Christian K Lee, Donavon [1],[2]
- 2022 : Lisa Elmaleh (en) • Finalistes : Anna Grenvenitis, Rania Matar (en) et Andrew Kung [3]
- 2023 : Craig Easton • Finalistes : Dylan Hausthor, Takako Kido et Nzingah Oyo
- 2024 : Camille Farrah Lenain • Finalistes : Cheryl Mukherji, Preston Gannaway et Stacy Kranitz